# Wani Books
Wani Books Co., Ltd.  (яп. ワニブックス株式会社, Wani Bukkusu Kabushiki Gaisha) — японська видавнича компанія, що спеціалізується на публікаціях, пов'язаних з манґою, включаючи журнали та книги. Компанія була заснована в листопаді 1979 року. Вона видає журнал манґи під назвою Comic Gum.
У березні 2007 року було засновано Yoshimoto Books Co., Ltd. у співпраці з Yoshimoto Kogyo Co., Ltd., а також запущено Comic Yoshimoto. У 2009 році було засновано Wani Plus Co., Ltd. як афілійовану компанію.
У 2024 році компанія стала повністю дочірньою компанією Kodansha.

## Журнали манґи
- Wink Up
- UP to boy
- COOLTRANS
- +act.
- Comic Gum